# Fernando Abramo
Fernando Abramo (Palermo, Sicilia, 3 de Novembro de 1786 — 1872) foi um soldado argentino nascido na Sicília.
Abramo chegou jovem a Buenos Aires. Incorporou-se à causa patriótica de instalar a Revolução de Maio de 1810. Foi honrado com o titulo de "Heroico defensor de la patria" (heróico defensor da Pátria) por sua destacada atuação nas guerras da Independência argentina. Participou nas campanhas libertadoras do Chile e do Peru sob as ordens de José de San Martín, na região do Alto Peru (atual Bolívia) sob o comando de Manuel Belgrano e interveio posteriormente à serviço de Juan Manuel de Rosas na luta contra as forças unitaristas do general José María Paz (1828-1831).
O município de Abramo na província de La Pampa, Argentina, recebe esse nome em sua homenagem.